# Roman Torn
Roman Torn (ur. 17 kwietnia 1967 w Burnaby) – kanadyjski narciarz alpejski, uczestnik Zimowych Igrzysk Olimpijskich 1992 w Albertville.

## Osiągnięcia

### Igrzyska olimpijskie
| Miejsce | Dzień    | Rok  | Miejscowość | Konkurencja | Czas biegu | Strata | Zwycięzca       |
| ------- | -------- | ---- | ----------- | ----------- | ---------- | ------ | --------------- |
| DNF1    | 9 lutego | 1992 | Albertville | Zjazd       | -          | -      | Patrick Ortlieb |

### Puchar Świata

#### Miejsca w klasyfikacji generalnej
- 1991/1992: 89.
- 1993/1994: 96.
- 1994/1995: 83.